# 每行动成本
每行動成本（Cost Per Action）指的是交易按最後的結果來收費，包括是成交件數或是申請件數，每行動成本指的是類似保證收費方式，成交幾件收幾件。相對於每行動成本指的是千人印象成本（CPM），只要有遞送廣告就會需要付費。
每行動成本 ( 亦簡寫為 CPA) 是線上廣告與線上行銷圈子裡常用的詞。
從實際付費的廣告者觀點來說，CPA 可被視為購買線上廣告的最佳化形式。廣告者只有當某「行動」發生時才要對該廣告付費。這裡的「行動」可以是商品賣出、客人塡單等等。至於哪種「行動」是取決於付錢的廣告者。Google 於它們的 Google AdSense實現這種商業模式，另一方面eBay最近也宣布類似的 AdContext 方案。
許多因素影響 CPA，視線上廣告內容實體如何被購買而決定。

## CPA 解釋為「每取得成本 (Cost Per Acquisition) 」的情況
CPA 有時亦稱為「每取得成本 () 」。這與大部分廣告者提供的 CPA 都是意欲取得某事某物 (大部分是新客戶、潛在客戶、或者總客戶名單) 有關。以「每取得成本」而非「每行動成本」解釋  CPA，並不是錯誤的。實際上只是比較「每取得成本」特定或者狹義。「每取得成本」是「每行動成本」中的一個子集；不是所有「每行動成本」都可以歸屬到「每取得成本」的一部分。

## 有效的每行動成本 (eCPA)
相關術語：「有效每行動成本」 (effective Cost Per Action) 或者簡寫 eCPA，常用來透過 CPC、CPM、或者CPT以衡量廣告實體被欲廣告者購買的效率如何。換句話說，eCPA告訴廣告者大概以CPA方式結算購買廣告要付多少 (而非 CPC、CPM、或者CPT 方式)。